# Thierry Claveyrolat
Thierry Claveyrolat (La Tronche, 31 maart 1959 – Notre-Dame-de-Mésage, 7 september 1999) was een Frans wielrenner. 

## Biografie
Thierry Claveyrolat was beroepsrenner van 1983 tot 1994 en won onder meer twee etappes in de Ronde van Frankrijk. In die ronde won hij in 1990 het bergklassement. Zijn beste klassement behaalde hij in 1986 toen hij als 17de eindigde. Zijn bijnaam was L'Aigle de Vizille.
Na zijn wielercarrière werd Claveyrolat eigenaar van een druk bezochte Bar-Brasserie, en op een zondagmiddag dook hij op in het populaire tv-programma 'Le Millionnaire', waar hij 1.000.000 Franse frank (ongeveer 150.000 euro) won met het geluksrad.
Op 13 augustus 1999 veroorzaakte Claveyrolat een auto-ongeval door roekeloos rijden onder invloed. Hierdoor raakten in de tegemoetkomende auto een man en zijn zoon zwaar gewond. Claveyrolat pleegde kort daarna zelfmoord in de garage van zijn woning.

## Belangrijkste overwinningen
1986
- 3e etappe Dauphiné Libéré
- 6e etappe Dauphiné Libéré
- Bergklassement Dauphiné Libéré

1987
- 7e etappe Dauphiné Libéré
- Puntenklassement Dauphiné Libéré
- Combinatieklassement Dauphiné Libéré
- Frans kampioen puntenkoers (baanwielrennen)

1989
- 5e etappe Dauphiné Libéré
- 1e etappe Tour du Limousin
- Eindklassement Tour du Limousin
- La Marseillaise

1990
- 10e etappe Ronde van Frankrijk
- Bergklassement Tour de France
- 6e etappe Dauphiné Libéré
- Puntenklassement Dauphiné Libéré

1991
- 18e etappe Ronde van Frankrijk

1992
- Bergklassement Midi Libre
- Bergklassement Dauphiné Libéré

1993
- GP Ouest France-Plouay
- Ronde van de Haut-Var
- Bergklassement Dauphiné Libéré
- Eindklassement Coupe de France

## Resultaten in voornaamste wedstrijden
| Jaar | Ronde van Italië | Ronde van Frankrijk | Ronde van Spanje |
| ---- | ---------------- | ------------------- | ---------------- |
| 1985 |                  | 29e                 |                  |
| 1986 |                  | 17e                 |                  |
| 1987 |                  | opgave              |                  |
| 1988 |                  | 23e                 |                  |
| 1989 |                  | opgave              | 65e              |
| 1990 |                  | 21e (1)             |                  |
| 1991 |                  | 27e (1)             | opgave           |
| 1992 |                  | 33e                 |                  |
| 1993 |                  | 28e                 |                  |

| Jaar | Milaan-San Remo | Bretagne Classic |  | WK op de weg |
| ---- | --------------- | ---------------- |  | ------------ |
| 1985 |                 |                  |  |              |
| 1986 |                 |                  |  |              |
| 1987 |                 |                  |  |              |
| 1988 |                 |                  |  |              |
| 1989 |                 | 8e               |  | 5e           |
| 1990 | 84e             |                  |  | 38e          |
| 1991 |                 |                  |  |              |
| 1992 |                 | Brons            |  | 13e          |
| 1993 |                 | Goud             |  |              |